# 김중수 (배드민턴인)
김중수(1960년 4월 17일~)는 대한민국의 배드민턴 선수, 배드민턴 지도자 출신 배드민턴 행정가이다. 대한배드민턴협회 이사를 맡고 있다.